# 古賀敬太
古賀 敬太（こが けいた、1952年 - ）は、日本の政治学者。専門は、政治思想、とくにカール・シュミットの研究。
福岡県生まれ。早稲田大学大学院政治学研究科修士課程を経て、京都大学大学院法学研究科修了。現在、大阪国際大学現代社会学部教授。

## 著書

### 単著
- 『ヴァイマール自由主義の悲劇――岐路に立つ国法学者たち』（風行社, 1996年）
- 『カール・シュミットとカトリシズム――政治的終末論の悲劇』（創文社, 1999年）
- 『近代政治思想における自由の伝統――ルターからミルまで』（晃洋書房, 2001年）
- 『シュミット・ルネッサンス――カール・シュミットの概念的思考に即して』（風行社, 2007年）

### 共著
- （瀬島誠・池田佳隆・山本周次）『激動するヨーロッパ』（晃洋書房, 1998年／改訂版, 2006年）

### 編著
- 『政治概念の歴史的展開（1-2）』（晃洋書房, 2004年-2007年）

### 共編著
- （初宿正典）『カール・シュミットとその時代――シュミットをめぐる友・敵の座標』（風行社, 1997年）
- （富沢克）『20世紀の政治思想家たち――新しい秩序像を求めて』（ミネルヴァ書房, 2002年）
- （大矢吉之・滝田豪）『EUと東アジア共同体――二つの地域統合』（萌書房, 2006年）

### 訳書
- H・クヴァーリチュ『カール・シュミットの立場と概念――史料と証言』（風行社, 1992年）
- カール・シュミット『カール・シュミット時事論文集――ヴァイマール・ナチズム期の憲法・政治論議』（風行社, 2000年）
- ロバート・P・エリクセン『第三帝国と宗教――ヒトラーを支持した神学者たち』（風行社, 2000年）
- シャンタル・ムフ編『カール・シュミットの挑戦』（風行社, 2006年）